# Anthony Ruivivar
Anthony Ruivivar (Honolulu, Hawaii, 1970. november 4. –) hawaii színész. Magyarországon elsősorban a Harmadik műszak című tévésorozatból lehet ismerős, de feltűnt számos más, hazánkban is bemutatott produkcióban, sorozatokban és filmekben egyaránt.

## Élete
Filippínó, kínai, spanyol, német és skót ősei vannak. A bostoni egyetemet végezte el. Gyerekkorától kezdve színész akart lenni, apja muzsikus volt. Több filmben és sorozatban is feltűnt. Olyan sztárokkal játszott együtt, mint Sarah Michelle Gellar vagy Halle Berry. Szabadidejében szeret szörfölni.
Felesége Yvonne Jung, aki a Harmadik műszak című sorozatban a feleségét, Holly Levine-t alakítja. Két gyermeke van, Son és Levi. Családjával jelenleg New Yorkban él.

## Filmográfia
- Harmadik műszak (sorozat)
- Rejtélyes vírusok nyomában (sorozat)
- Express (film)
- Swimming (film)
- Fehér agyar 2. (film)
- Sülve-főve (film)
- Csillagközi invázió (film)
- Napsugár-futam (film)